# با دهان‌بند سکوت
با دهان‌بند سکوت نمایشنامه‌ای از محمد چرمشیر است که توسط شبکه آیینه آفتاب کیش به‌چاپ رسیده‌است.
با دهان‌بند سکوت بارها در سالن‌های مختلف تئاتر به‌روی صحنه رفته‌است.